# پناهگاه‌های صخره‌ای بادنگان سفلی
پناهگاه‌های صخره‌ای بادنگان سفلی مربوط به سده‌های اولیه و میانه دوران‌های تاریخی پس از اسلام است و در شهرستان دنا، بخش پاتاوه، دهستان پاتاوه، روستای بادنگان سفلی واقع شده و این اثر در تاریخ ۲۷ بهمن ۱۳۸۷ با شمارهٔ ثبت ۲۴۶۸۱ به‌عنوان یکی از آثار ملی ایران به ثبت رسیده است.